# Geeta Phogat
Geeta Phogat, née le 15 décembre 1988 à Bhiwani, est une lutteuse indienne.

## Carrière
Dans la catégorie des moins de 55 kg, elle est médaillée d'or au tournoi de lutte aux Jeux du Commonwealth de 2010, médaillée de bronze aux Championnats d'Asie en 2012 et médaillée de bronze aux Championnats du monde de lutte 2012.
Elle est médaillée de bronze en moins de 58 kg aux Championnats d'Asie 2015.